# Jardins botaniques royaux de Melbourne
 (juin 2020).
Si vous disposez d'ouvrages ou d'articles de référence ou si vous connaissez des sites web de qualité traitant du thème abordé ici, merci de compléter l'article en donnant les références utiles à sa vérifiabilité et en les liant à la section « Notes et références ».
Pour les articles homonymes, voir Jardins botaniques royaux.

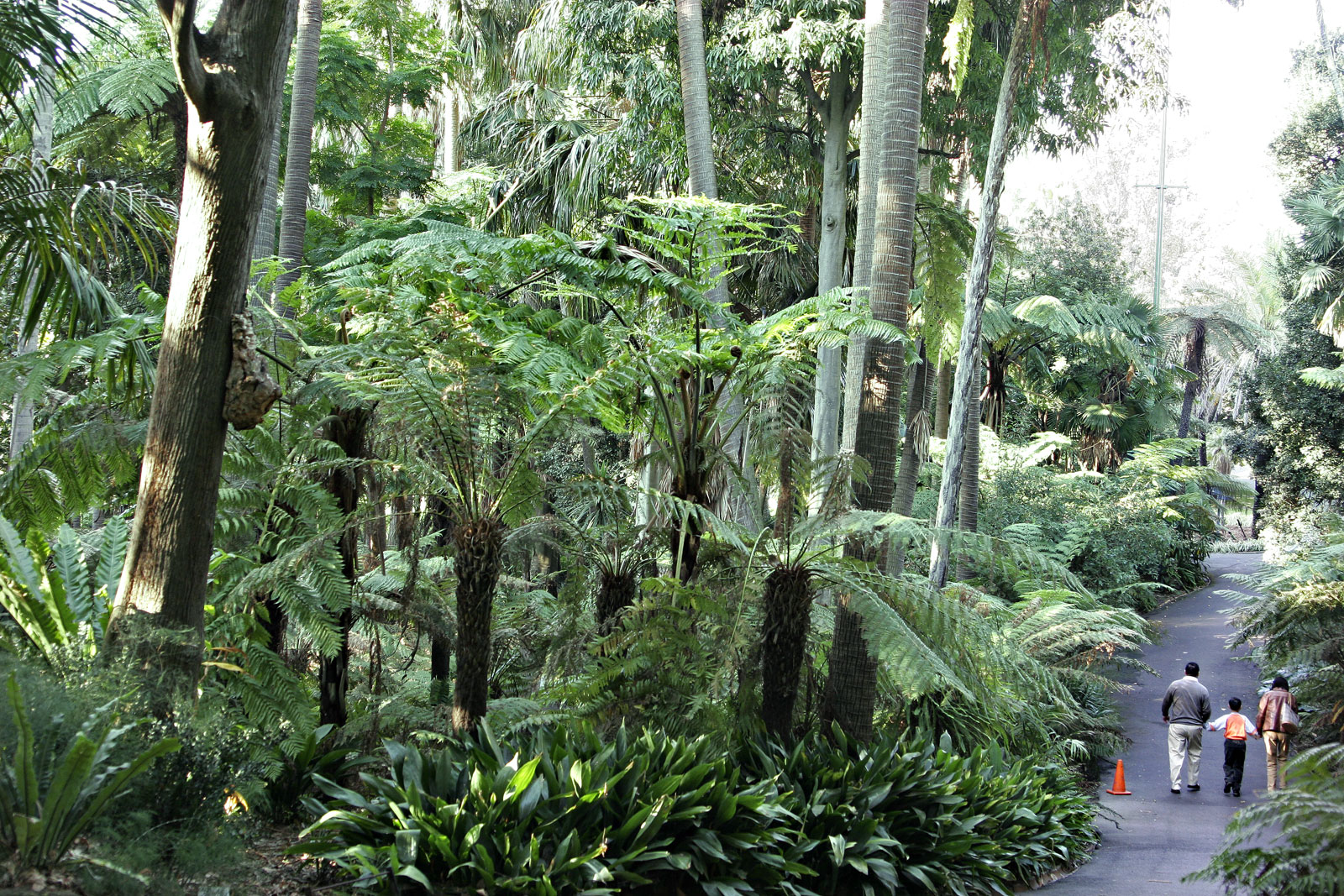
Aspect des jardins botaniques de Melbourne.

Les jardins botaniques de Melbourne sont des jardins botaniques de renommée mondiale situés près du centre de Melbourne, en Australie, le long du fleuve Yarra. D'une superficie de 38 hectares, ces jardins abritent plus de 10 000 espèces de plantes, originaires d'Australie ou non. Ils sont parfois cités comme les plus beaux jardins botaniques d'Australie, et parmi les plus beaux du monde.
Ils font officiellement partie des jardins botaniques royaux de Victoria (en). Une division plus récente, située à 45 km du centre de la ville, les jardins de Cranbourne, accueille exclusivement des espèces endémiques d'Australie.

## Histoire
Le site où se trouvent aujourd'hui les jardins a été choisi par Charles La Trobe en 1846. Il s'agissait alors de marais. En 1857, leur premier directeur, Ferdinand von Mueller, créateur notamment de l'herbarium national de Victoria basé dans les jardins, y apporte diverses plantes. William Guilfoyle, directeur à partir de 1873, change le style des jardins pour en faire un lieu plus pittoresque. Il y introduit aussi diverses plantes de climat tropicale et tempéré.